# Antigua-et-Barbuda aux Jeux olympiques d'été de 2008
Antigua-et-Barbuda participe aux Jeux olympiques d'été de 2008 à Pékin, en Chine. Le pays envoie une délégation de cinq athlètes, quatre en athlétisme et un en natation. C'est la huitième participation olympique d'Antigua-et-Barbuda depuis 1976. Les athlètes du pays ne remportent pas de médailles, le meilleur d'entre eux atteignant les demi-finales de son épreuve.

## Contexte
Antigua-et-Barbuda participe à huit Jeux olympiques entre ceux de 1976 à Montréal et ceux de 2008 à Pékin. La délégation de 2008 est plus petite que celles des années 1980 et 1990, qui comptaient treize athlètes ou plus. Il y a cinq participant, tout comme en 2004 à Athènes. Antiguan-et-Barbudan n'a jamais gagné de médaille olympique jusqu'à 2008,. Kareem Valentine, âgé de 15 ans, est l'athlète le plus jeune du pays aux Jeux de 2008 alors que Sonia Williams, âgée de 29 ans, en est la plus âgée. James Grayman, athlète venant d'Antigua, est le porte-drapeau de la délégation à Pékin.

## Épreuves

### Athlétisme

#### 100 mètres hommes
Daniel Everton Bailey, de l'Antigua Track Club, participe au 100 mètres masculin. C'est sa deuxième participation olympique après une élimination au premier tour en 2004 à Athènes. À Pékin, lors du premier tour le 14 août, il est aligné dans la série 1 contre notamment le Jamaïcain Usain Bolt et le Brésilien Vicente Lima. Bailey réalise un temps de 10,24 secondes et termine au deuxième rang de sa série de huit athlètes, à 0,04 secondes de Bolt. Au total, il est 10e sur 80 à égalité avec Richard Thompson de Trinité-et-Tobago.
Bailey se qualifie pour les quarts de finale qui ont lieu le même jour. Bailey court dans la série 5 contre notamment l'Américain Walter Dix et le Jamaïcain Asafa Powell. Il réalise un temps de 10,23 secondes et se classe quatrième sur huit. Au total, il est 20e sur 40 à égalité avec le Japonais Naoki Tsukahara et ne se qualifie pas pour les quarts de finale.

#### 200 mètres hommes
L'ancien étudiant de l'Université du Texas à Austin Brendan Kyle Akeem Christian participe au 200 mètres hommes. Il est le fils de l'ancien athlète olympique Donald Christian, qui représente Antigua-et-Barbuda en cyclisme en 1976. Christian participe à ses deuxièmes Jeux olympiques après ceux de 2004,. À Pékin, il est aligné à la série 8 du premier tour le 17 août. Il se classe deuxième sur huit, à un centième de seconde du vainqueur Aaron Armstrong de Trinité-et-Tobago. Au total, Christian est 9e sur 66 à égalité avec deux autres athlètes.
Le lendemain, Christian participe aux quarts de finale dans la série 3. Il termine premier avec un temps de 20,26 secondes. Il est deuxième du classement total des quarts de finale derrière le zimbabwéen Brian Dzingai. Christian se qualifie pour les demi-finales, qui ont lieu le même jour.
Christian participe à la série 2 des demi-finales contre notamment le Jamaïcain Usain Bolt. Il se classe cinquième sur huit avec un temps de 20,29 secondes. Il ne se qualifie pas pour la finale.

#### Saut en hauteur hommes
James Grayman participe en saut en hauteur. Il est inscrit dans la deuxième série qualificative le 17 août. Grayman réussit un saut de 2,20 mètres lors de son second essai. Il se classe 28e sur 40 au total et ne se qualifie pas pour la finale du 19 août.

#### 100 mètres femmes
Sonia Williams, seule athlète féminine de la délégation d'Antigua-et-Barbuda, participe au 100 mètres. C'est sa deuxième participation olympique après ceux de 1996. À Pékin, Williams participe au premier tour le 15 août. Elle est alignée à la série 5, notamment contre la Belge Kim Gevaert et la Biélorusse Yuliya Nestsiarenka. Elle réalise un temps de 12,04 secondes et termine sixième sur huit. Gevaert, qui remporte la série, court le 100 mètres en 0,71 seconde de moins que Williams. Au total, Williams se classe 54e sur 85 et ne se qualifie pas pour les quarts de finale.

#### Résumé
| Athlète           | Épreuve         | Série    | Série | Quart de finale | Quart de finale | Demi-finale | Demi-finale | Finale   | Finale   | Rang |
| Athlète           | Épreuve         | Résultat | Rang  | Résultat        | Rang            | Résultat    | Rang        | Résultat | Rang     | Rang |
| ----------------- | --------------- | -------- | ----- | --------------- | --------------- | ----------- | ----------- | -------- | -------- | ---- |
| Daniel Bailey     | 100 m           | 10 s 24  | 2e Q  | 10 s 23         | 4e              | Éliminé     | Éliminé     | Éliminé  | Éliminé  | 20e  |
| Brendan Christian | 200 m           | 20 s 58  | 2e Q  | 20 s 26         | 1e Q            | 20 s 29     | 5e          | Éliminé  | Éliminé  | 9e   |
| James Grayman     | Saut en hauteur | 2,20 m   | 12e   |                 |                 |             |             | Éliminé  | Éliminé  | 28e  |
| Sonia Williams    | 100 m           | 12 s 04  | 6e    | Éliminée        | Éliminée        | Éliminée    | Éliminée    | Éliminée | Éliminée | 54e  |

### Natation
Kareem Valentine Sandoval, âgé de 15 ans, est le seul représentant d'Antigua-et-Barbuda lors des épreuves de natation. Il participe au 50 mètres nage libre, dont les qualifications ont lieu le 14 août. Ce n'est que la cinquième fois qu'il nage dans une piscine puisqu'il s'entraîne habituellement dans l'océan. Valentine est aligné dans la série 2. Il réalise un temps de 31,23 secondes, se classant cinquième sur six. Le laotien Thepphithak Chindavong remporte la série avec un temps de 35,19 secondes. Au total, Valentine se classe 96e sur 97 et ne se qualifie pas pour les demi-finales qui ont lieu le même jour.
| Athlète          | Épreuve         | Série | Série | Demi-finale | Demi-finale | Finale  | Finale  | Rang |
| Athlète          | Épreuve         | Temps | Rang  | Temps       | Rang        | Temps   | Rang    | Rang |
| ---------------- | --------------- | ----- | ----- | ----------- | ----------- | ------- | ------- | ---- |
| Kareem Valentine | 50 m nage libre | 31.23 | 5e    | Éliminé     | Éliminé     | Éliminé | Éliminé | 96e  |